# Villar del Saz de Arcas
Villar del Saz de Arcas es una localidad del municipio conquense de Arcas, en la Comunidad Autónoma de Castilla-La Mancha (España). 
La iglesia está dedicada a Nuestra Señora de la Asunción.

## Localidades limítrofes
Confina con las siguientes localidades:
- Al norte con Mohorte.
- Al este con Fuentes.
- Al sur con Olmeda del Rey.
- Al oeste con Tórtola.
- Al noroeste con Arcas.

## Demografía
| Gráfica de evolución demográfica de Villar del Saz de Arcas entre 1842 y 1970 |
| |
| Población de derecho según los censos de población del INE Población de hecho según los censos de población del INEEntre el censo de 1981 y el anterior, este municipio desaparece porque se agrupa en el municipio Arcas del Villar |

Evolución de la población
| Gráfica de evolución demográfica de Villar del Saz de Arcas entre 2000 y 2017 |
|                                                                               |
| Población de derecho (2000-2017) según el padrón municipal del INE            |

## Historia
Así se describe a Villar del Saz de Arcas en el tomo XVI del Diccionario geográfico-estadístico-histórico de España y sus posesiones de Ultramar, obra impulsada por Pascual Madoz a mediados del siglo XIX:

Aldea con ayuntamiento en la provincia, diócesis y partido judicial de Cuenca (3 leguas), audiencia territorial de Albacete (16) y capitanía general de Castilla la Nueva (Madrid 27). Situada en terreno quebrado y en una umbría, con clima frío y combatido por los vientos de N y O poco propenso a enfermedades. Consta de 45 casas de pobre construcción; escuela de primeras letras, frecuentada por 12 niños y pagada del fondo de propios; próximos a la población hay varios manantiales de agua, de la que se surten los vecinos; la iglesia parroquial (Nuestra Señora de la Asunción), está servida por un teniente dependiente de su matriz que es la de Fuentes. El término confina por N Arcas; E Fuentes; S Olmeda del Rey, y O Tórtola; su terreno es de mediana calidad y le cruzan dos arroyos insignificantes; al S hay un monte poblado de pinos; los caminos son locales y malos; la correspondencia se recibe de la capital de provincia. Producciones: trigo, cebada, centeno, escaña y avena; se cría ganado lanar, cabrío y vacuno, caza de liebres, perdices y conejos. Industria: la agrícola. Población: 47 vecinos, 187 almas. Capital productivo: 846.360 reales. Imponible: 42.318. El presupuesto municipal asciende a 300 reales y se cubre con el producto del arrendamiento de pastos.
Diccionario geográfico-estadístico-histórico de España y sus posesiones de Ultramar